# 新方言
新方言（しんほうげん）とは、日本各地の方言で比較的新しく成立した表現などのことである。共通語や他方言との接触による変化、特定の地域のみで広まる新語、の2つに大きく分けられる。

## 概要
井上史雄が提唱した概念で、井上は「新方言」を次のように定義している。
1. 共通語（標準語）として認められている形と違う。
2. 若い人の間で使用者が増えている。
3. 話し手が共通語と思っておらず改まった場面では使わない。

流行語や俗語との違いが分かりにくいが、井上は、新方言と流行語では伝播や忘却のスピードが違い、また俗語と違って新方言には使用層に社会的偏りが認められないとしている。

## 共通語や他方言との接触による変化の例
- 推量・意思をあらわす東北方言・関東方言「べ」あるいは「ぺ」の用法が簡略化され、方言色が薄くなっている。
  - （例）よかんべ、よかっぺ、いいべ→いいべに統一される傾向
- 東海東山方言には打消の助動詞に東日本的な「ない（ねえ）」と西日本的な「ん」を併用する地域がいくつかあるが、「…じゃないか」の「ない」が打消の助動詞と混同され、「…じゃんか」という形が生まれたとされる（長野県中南部・山梨県・静岡県・愛知県三河付近が発生地とされる）。それが横浜を経て東京に伝播したことで一気に全国区となったが、伝播の過程で「か」が取れて「…じゃん」と短縮された形で広まった。
- 関西弁では「来ない」に相当する「きやへん」から変化した「けーへん」（大阪）と「きーひん」（京都）があるが、「けえへん」と共通語「来ない」が合わさってできたとされる「こーへん」が若者を中心に広まっている。もとは神戸から広まりだしたともいう。
- 関西弁の影響を受けて、岐阜県や四国などで伝統的な「じゃ」が「や」に取って代わられつつある。
- 西日本に多い否定の助動詞「ん」の過去表現は本来「…なんだ」であるが「ん」と共通語「…なかった」が交じり合って「…んかった」という形が生まれ、「…なんだ」に取って代わりつつある。
  - （例）知らなんだ→知らんかった
- 同様に、近年では共通語「ない」の連用形「なく」と否定の助動詞「ん」を混合させた「んく」という新方言が広まりつつある。
  - （例）分からなくなった→分からんくなった（旧来の表現は「分からんなった」「分からんようになった」など）
  - （例）せんくない?（旧来の表現は「せんことない?」「せんのちゃう?」など）
- 西日本各地では「する」の未然形は文語「せ」を用いるが、共通語文法の「し」と混同される例が増えてきている。
  - （例）せん→しん せないかん→しないかん
- 沖縄県においては旧来の琉球方言が廃れつつある一方、特に沖縄方言と共通語が混合したウチナーヤマトグチが広がっている。

## 新語としての新方言の例

### ア行
- いっすんずり：大分弁でなかなか前に進まない様子を表す表現だが、現在は主に「渋滞」を指す言葉として用いられる。
- 山形弁では①などの数字を丸で囲んだものを「まるn」ではなく「nまる」（nは自然数。①であれば「いちまる」）、「１」などの数字を括弧で囲んだものを「かっこn」ではなく「nかっこ」（1であれば「いちかっこ」）と表現する。
- 1号線：沖縄本島の一部で向こう脛（弁慶の泣き所）を指す言葉。「1号線を打った」のように用いる。脛骨を琉球政府時代の政府道1号線（現在の国道58号）に見立て、向こう脛を打って悶絶した状態を、1号線が不通になって島内の交通に大打撃を与える様子に例えた。
- エンジン：静岡市や川根本町では大井川鐵道井川線を指す言葉である。元々は大井川鐵道大井川本線と区別する為に千頭森林鉄道を指していたものが引き継がれた。
- 円タク：東京都区部及び大阪市では、タクシーメーターが義務化された後も、流しのタクシーを指す方言として永らく残存した。
- 黄金車（おうごんしゃ）：秋田県においてバキュームカーを指す方言。
- 屋体（おくたい）：山梨県において体育館を指す方言。屋内体操場とも言う。

### カ行
- ガスカー：千葉県・新潟県・山形県・秋田県では戦時中にガソリンカーを置き換える形で実際に天然ガスを燃料とするガスカーが走っており、戦後ディーゼルカーに置き換えられた後もしばらくは気動車を燃料に拘らずガスカーと呼称する文化が残っていた。中でも左沢線は下記「汽車・電車」に類する形で後年に渡り残存する事となった。
- カッペロ：宮城県大崎市近辺で「カップ麺」の名称[1]。仙台弁でうどんを意味する「ペロ」から派生したとされる[1]。
- 川中島（かわなかじま）：福岡県を中心とした北部九州地域における、運動会の騎馬戦の名称。実際に川中島合戦があった長野県ではこの表現は用いられない。
- 雁皮（がんぴ）：富山県東部で、模造紙を指す言葉。
- 汽車・電車：関東圏以外の主に高齢者層において、「汽車」はJRの列車、「電車」は私鉄の列車や市電を意味する。特に私鉄が路面電車やインターアーバンなどのように、早い段階から電車で運行されていた「電鉄会社」であった[2]のに対し、JRが国鉄だった時代から長らく非電化だった、あるいは現在も非電化の地方[3]などでは国鉄時代からそのように呼び分ける傾向があり、その後電化や民営化された以降もそのままの表現が残っている。近年の使用例としては、大阪と神戸を舞台とした2022年公演のスクールアイドルミュージカルの「きらりひらり舞う桜」でこの使い分けがなされている。この他宮城県においては仙石線を「電車」、東北本線などを「汽車」と呼ぶ。これは宮城電気鉄道の名残であるとともに、民営化によりそれまで仙石線を指していた国電の呼称が使えなくなった為でもある。また、派生として非電化路線間の呼び分けで「ガスカー」（左沢線）「ガソリンカー」（磐城炭礦軌道線・足尾銅山馬車鉄道・琴平電鉄塩江線）「レールバス」（南部縦貫鉄道）という表現も存在した。
- 急行電車：全国的には関西急電や中央急行線など現在の快速列車を指す言葉だが、福岡県では西鉄天神大牟田線を指す呼称。上記の汽車・電車の派生で、路面電車(かつては西鉄福岡市内線・西鉄大牟田市内線・西鉄北九州線が存在し、現在は筑豊電気鉄道線が現存し単に「電車」と呼称される。)やかつて存在した三池鉄道(こちらは「通勤電車」と呼称されていた。)との対比で使用される。
- 軌道線・鉄道線：阪急電鉄沿線では軌道線は神宝線を、鉄道線は旧新京阪鉄道の路線を指す呼称である。これは合併当時の適用法の違いに由来するもので、神宝線が鉄道に変更された後も尚双方の規格が大幅に異なった事からこれらの言い分けが残ったものである。同様の例としては阪神電気鉄道においても高齢者層からは阪神本線・阪神なんば線・武庫川線を「新設軌道線」と呼ぶ慣わしがあり、これはかつて存在した旧阪神国道電軌系の路線を「併用軌道線」とし、その対比として言い分けていた名残である。
- ケッタ：名古屋を中心に東海地方の広い範囲で自転車を言う。「ケッタマシン」「けたくりこ」とも。ペダルを蹴って進むことから尾張弁の「蹴ったくる」を語源とする。もとは「ケッタカー」と言ったか。圏内在住のX世代の間にて親しまれていたが[4]、Z世代には死語として認識されている[5]。鳥山明が作品中で使用したことにより、全国的な認知度が上がった。
- 軽箱（けっぱこ）：主に静岡県において軽自動車のワンボックスカーを指す方言。この方言が使われている地域では、これに派生して軽トラも「けっとら」と発音する。
- …げん：金沢弁に代表される石川県の新方言。共通語では「…なのだ」。伝統的な「…がや」が関西弁「…ねん」の影響で変化したものと思われる。富山県でも氷見市などで一部使われている。一方石川県でも、加賀市では元々「…がや」という用法自体がまれなため「げん」も広がっていない（そうなのだって⇒そうなんだって⇒そうながやって⇒そうなげんて⇒そうねんて⇒せぇんて）。サッカーのJリーグに「ツエーゲン金沢」というクラブチームがあるが、「強いんだぞ」という意味が込められている。
  - 注）「…げん」は金沢を中心に広く使われていた方言である。最近では若い世代があまり使わなくなったため，やや廃れた感があるが，未だに根強く残っている。したがってこの表現を「新方言」として分類するのは間違いである。
- 高速バス：全国的にはハイウェイバスを指す言葉だが、福島県の白河市と棚倉町ではJRバス関東白棚線を指す。これは名神高速道路開通前の1957年に運輸通信省白棚線の鉄道路盤を転用する形で「高速度専用自動車道」と名付けられたバス専用道路が開業し国鉄バス白棚高速線と名乗るバス路線が運行を開始した事に由来する。その後1969年の東名高速線開業時にバス路線名も現在の白棚線に改称するものの、近隣の西郷村にある西郷バスストップにハイウェイバスが発着したのが1992年と遅かった事もあり、当時の名残で現在でも白棚線は白河市・棚倉町の両住民から高速バスと呼ばれることがある。

### サ行
- ザラ板（ザラいた）：名古屋弁で、学校の下駄箱前に設置されたすのこを表す言葉。
- …しない、…だしない：長野県の長野市周辺で1970年代頃に発生したとされる新方言。勧誘、推量、同意を表し、「…じゃない?」「…だよね（よね）？」という意味を持つ。
- 死にかぶる：熊本弁で難儀な目に遭うことを、若い世代がこの様に言う。
- 自校（じこう）：富山弁で自動車教習所（自動車学校）を言う。
- 市電（しでん）：歴史上一貫して民営である路面電車に対して「市街電車」「市内電車」の意味合いで市電と称する地域がある。一例として豊橋鉄道が路面電車と普通鉄道を運営する豊橋では渥美線が「豊鉄電車」と称していたため、東田本線は「市内電車」「市電」と呼びわける必要があった。なお、富山地方鉄道富山軌道線は市営だった時代の名残として、旭川市街軌道は社名を略した愛称として使用されておりこの用例とは異なる。
- 車校（しゃこう）：東海地方の広い範囲で自動車教習所（自動車学校）を言う。宮城県や四国地方などでも用いることがある。
- ジャス：仙台弁でジャージーの意味。
- ジャッシー：甲州弁でジャージーの意味。
- じゃみじゃみ：福井県で、テレビ放送終了後のいわゆる「砂嵐」画面を表現する言葉。関西・四国地方でも耳にする事がある。
- 自練（じれん）：ウチナーヤマトグチで自動車教習所を言う。
- すかぶる：空振りすること。四国・関西地方の一部の若年層の間で用いられている。
- スチロパール：長野県の長野市周辺で1960年代に定着した「発泡スチロール」の新方言。長野市内の企業の登録商標だが、一般名詞として使用されるようになった。
- そば：沖縄県においては、元々蕎麦というものが存在しなかった事から沖縄そばを指す言葉となり、通常の蕎麦は「日本そば」などと呼称される。また、飛騨高山においても単に「そば」と呼称するものは高山ラーメンの事であり、本来の蕎麦を「日本そば」と呼称する。

### タ行
- ちかっぱ（い）：主に福岡県筑前地方で「非常に」「大変」の意味で使用される、元は「力一杯」という言葉から省略化された若者言葉。地元のテレビ局やラジオ局の番組名（『ちかっぱ!』や『加隈亜衣と種﨑敦美のちかっぱしんけん!』など）にも使用されている。
- …でした：北海道の一部や山形県などで、電話に出た直後に名前を名乗る際に使用される表現。「…です」ではなく「…でした」（…部分は名前）と名乗る。おはようございました、おばんでした（こんばんは）と同じ感覚。
- テンパール：中国地方の年配者を中心に、住宅用ブレーカーのことを指して呼ぶ人が存在している。
- とんしゃ：北海道においてタクシーを指す言葉。

### ハ行
- ハイヤー：北海道においては、タクシーは呼び出すものであり流しのタクシーに馴染みのない地域が多かった為、ハイヤーとタクシーの境界が曖昧となり、結果として北海道では「ハイヤー」はタクシーを指す方言となった。
- 入る：富山県や青森県などでテレビ番組の放送が始まる、あるいは番組にある人物が登場することを指して使われる（「（番組名）が入る」=番組が始まる。「（人物名）が入る」=人物がテレビ番組に登場する、など）。
- バスプール：バスターミナルや大規模なバス乗降場を指す用語で、仙台市を中心に主に東北地方で多く使用されている。上記モータープールの派生と思われるが、東北地方ではモータープールの使用例はない。仙台ではこの他タクシー乗降場を指す「タクシープール」という用語もある。
- バレーシューズ：和歌山県で、上履きを指す言葉。用途はバレーボールのみではなく、教室用・体育館用全ての上履きの総称である[6]。（なお、語源はバレーボールではなくバレエにある）
- パンザマスト：千葉県柏市および我孫子市の一部、大阪府松原市で夕刻に防災行政無線で児童の帰宅を促す放送をいう[7]。本来は防災行政無線機などを設置する柱（継ぎ足し式の鋼管柱）のことを指すが、柏市では市内の小・中学校で「パンザマストが鳴ったら帰宅」するよう指導するほか[8]、市の広報でも以前は「パンザマスト（防災行政無線）」と記載していた。また、松原市は市のホームページで「防災行政無線（パンザマスト）」という表現を用いている[9]。防災行政無線そのものを「パンザマスト」と呼称する市町村は現在のところ、これら3市で確認されているのみである[10][11]。
- 絆創膏（ばんそうこう）：絆創膏を意味する名詞には商品名から転じて「新方言」になるものがいくつかあり、北海道・広島県・和歌山県ではサビオ、関東地方ではバンドエイド、富山県ではキズバン、 熊本県および周辺地域ではリバテープ、佐賀県・長崎県・四国地方・東北地方などではカットバンといった商品名がそれぞれ「絆創膏」を表す一般名詞的に使用されている。
- B紙（ビーし）：東海地方で、模造紙を指す言葉。
- ビール：甲州弁で手押し式のトロッコを指す表現。英語で遺体や棺桶を移動する為の四輪手押し車を指す「ビア」が語源。
- フレッシュ：関西・中京地方で、コーヒーなどに入れるミルク（コーヒーフレッシュ）を指す表現。大阪府八尾市のメロディアンが販売したコーヒー用ミルク「コーヒーフレッシュ・メロディアン・ミニ」の名称が一般名詞化かつ短縮化したもの。

- 法印 （ほういん）：「ほーえん」とも呼ばれる。山形県などを中心に修験道がかつて盛んだった地域かつ修験廃止令以降に神職への転業が優勢だった地域で多く見られる。元山伏の家系の神主、または御嶽教の神職を指す民間の非公式な呼称。神仏分離令以降も元から神主だった家系（こちらは主に太夫、出雲大社教や出雲教のみ横屋と呼ばれる）と区別する目的で神道化された後も使用され続けた。なお、神仏分離令以降も真言宗醍醐派や天台寺門宗が優勢だった地域に関しては従来通りそちらが「法印」と呼ばれ、元山伏の神職も区別なく太夫とよばれる為この用例はない。
- 放課 （ほうか）：名古屋弁で、学校の授業の合間の休み時間のこと。休みの種類によって20分放課（長放課）や昼放課など、前置修飾の語句を伴い用いられる。放課後の意味ではない。「放課」という表現が一般化している地域の一部では「放課後」という表現がなく、業後または授業後と表現される地域もある。
- ボンゴ ：広島でワンボックスカーのこと。もともとはマツダの車種だが、高齢世代はワンボックスカーやミニバン全般を指して言うこともある。
- ポンポン：遠江を中心にオートバイを意味する方言である。[12]
- ポンポン船：一般的には焼玉エンジンを使う船の愛称だが、横須賀市では浦賀の渡船を指す言葉である。

### マ行
- マクド：関西地方と四国地方の一部で、マクドナルドの略語として使われる言葉。他地域で略語表現される場合「マック」と呼ばれるケースが多いため、新方言の一種と言える。ただし商品名に「マック」と入るものについては関西地方でも名称は変化せず、「マック」という呼称のままである。四国地方で「マクド」が用いられている理由は、関西地方との方言的・文化的親和性によるものであると同時に、愛媛県に本拠地を置くドラッグストア「mac」との混同を避けるためであるとされている。
- 水雪駄（みずせった）：和歌山県で、ビーチサンダルを指す言葉[6]。
- モータープール：主に大阪府を中心とする関西地方で駐車場を意味する言葉。太平洋戦争後、進駐軍の配車場を意味するMotor Poolがそのまま駐車場を意味する言葉として転用されたもの。

### や行
- やぉ：岐阜県にて「…だよ」の意。「やょ」とも。概ね1981年以降の圏内出身・在住者の間にて用いられる[13]。
- ようかん：愛知県三河地方にて、学校の黒板の下に設置されている直方体の台を指す。若い世代ほど認識される。羊羹の形に似ているからでは無いかと憶測されているが、根拠は不明[14]。

### ラ行
- ラーフル：宮崎県や鹿児島県、愛媛県の一部などで黒板消しの意味で使われている用語。本来は商品名だったが、同県内では一般名詞化している。
- 離合（りごう）：西日本で、主に幅員の狭い道路で自動車がすれ違うことをいう。自動車教習所でもこの用語を教えることがあるほか、道路標識にも使用されている（車2台分の幅のない狭い道の一部広い場所に「離合場所」、途中に「離合注意」などと表示）。国土交通省は、普通自動車同士のすれ違いに必要な道路の幅員を最低6メートルとしている[15]。本来は鉄道や交通で「車両のすれ違い」や「行き違い」を意味する用語のため、鉄道などでは全国的に使用される。鉄道の用語としては交換ともいう。